# عامل تحجيم
يعرف عامل التحجيم (بالإنجليزية: Scale factor)‏على أنه عدد  يُحجم كمية معينة (تكبيراً أو تصغيراً) . ويعرف طبقا للمعادلة {\displaystyle y=Cx}.يقال عن {\displaystyle C} بأنه عامل تحجيم لـ {\displaystyle x}. 
مثلاً: ارتفاع درجة حرارة سائل إلى الضعف ، تعني أن عامل التحجيم لدرجة الحرارة هو 2 . كذلك بشكل مشابه انخفاض درجة الحرارة للنصف  تعني أن عامل التحجيم يساوي 0.5.

## الهندسة الرياضية
يستخدم عامل التحجيم لتكبير أو تصغير الأشكال الهندسية، ولهذه العملية الخصائص التالية:
- طول المستقيم الذي تم تحجيمه يعادل الطول القديم مضروباً في عامل التحجيم c.

{\displaystyle L_{1}=L_{0}\cdot c}.
- مساحة الشكل الهندسي في الفضاء الثنائي البعد (مثلاً: دائرة) : بعد التحجيم تعادل مساحتها قبل التحجيم مضروباً بمربع عامل التحجيم.

{\displaystyle A_{1}=A_{0}\cdot c^{2}}.
- حجم الشكل الهندسي في الفضاء الثلاثي البعد (مثلاً: كرة) بعد التحجيم يعادل حجمه قبل التحجيم مضروباً بمكعب عامل التحجيم.

{\displaystyle V_{1}=V_{0}\cdot c^{3}}.
- يتم عكس عملية التحجيم عن طريق التحجيم مرة أخرى باستخدام مقلوب قيمة عامل التحجيم المستخدم في المرة الأولى.

## عامل التحجيم في علم الفلك
برمز لعامل التحجيم في علم الفلك بالرمز {\displaystyle a} وهو احداثية ناتجة من نموذج فريدمان-لومتر-روبرتسون-ووكر . وهو دالة للزمن تعطي نسبة تمدد الكون. أي أن عامل التضخيم في علم الفلك يربط بين المسافة الصحيحة L و المسافة المسايرة {\displaystyle \lambda } 
لبعد النجوم عنا :
{\displaystyle a(t)={\frac {L}{\lambda }}.}
يمكن أن يكون عامل التضخيم ذو وحدة مسافة أو يكون بدون «قيمة مطلقة» بلا وحدات . ويستخدم عادة في علم الفلك في صورته بدون وحدات ، حيث تنطبق المعادلة:
{\displaystyle a(t_{0})=1.}
حيث :
t الزمن وتقاس منذ نشأة الكون ,
{\displaystyle t_{0}} عمر الكون الآن (13,7 ± 0,2) مليار سنة .
يتم تعيين تغير عامل التحجيم مع الزمن باستخدام معادلات النظرية النسبية العامة ، حيث يشطرت في تطبيقها على حالة كون موزع توزيعا متساويا ومتجانسا ، كما تمثله معادلات فريدمان المختصرة.
يعرّف عامل التحجيم وتغيره مع الزمن ثابت هابل الذي يعطي معدل تمدد الكون:
{\displaystyle H={{\dot {a}}(t) \over a(t)}.}
كما نرى يبلغ عامل التحجيم في وقتنا الحاضر {\displaystyle a(t_{0})=1.}
. أي أن بعد نجم عنا الآن (المسافة الصحيحة مساوية المسافة المسايرة . ولكن قيمة عام التضخيم تختلف إلذا ما نظرنا إلى الماضي أو إلى المستقبل ، عندئذ تتخذ قيمة عامل التضخيم قيما مختلفة عن 1 . والسبب في ذلك أن الكون يتمدد باستمرار ، ويأخذ عامل التحجيم هذا التمدد في الاعتبار .